# Ürge-Vorsatz Diána
| Ürge-Vorsatz Diána                        | Ürge-Vorsatz Diána                                |
| Kattints az alábbi külső linkek egyikére! | Kattints az alábbi külső linkek egyikére!         |
| ----------------------------------------- | ------------------------------------------------- |
| Nem található szabad kép.(?)              |                                                   |
| külső link · jogvédett                    | Ürge-Vorsatz Diána. Képmás Magazin. 2023. 09. 19. |

Ürge-Vorsatz Diána (Berlin, 1968 –) magyar fizikus, klímakutató. Az IPCC (Kormányközi testület a klímáért), alelnöke.

## Életpályája
Német édesapa és magyar (nyelvész) édesanya gyerekeként Berlinben született, de kiskorától Magyarországon élt. A budapesti Radnóti Gimnáziumban érettségizett, majd az Eötvös Loránd Tudományegyetemen fizikusi diplomát szerzett asztrofizika szakon. 1996-ban a kaliforniai egyetemen környezettudományból doktorált. 2008-ban a tudományos munkásságáért a Magyar Köztársasági Érdemrend középkeresztje kitüntetést kapta.
Férje Ürge László vegyész, akivel Amerikából Magyarországra való visszatérése után házasodtak össze. Hét gyermekük van: Dani, Dorka, Boróka, Bence, Panna, Bogi és Levente, akiket egyházi iskolában neveltet.

## Díjai
- A Magyar Köztársasági Érdemrend középkeresztje (2008)
- Budapest díszpolgára (2022)[8]

### Videók
- „A CEU ellehetetlenítésével az egész ország és a kormány is veszít” (ATV, Start Plusz, 2017.04.10.)
- Kétségbeesett kiáltás. Interjú Ürge-Vorsatz Diánával. (Hír TV, Egyenesen, 2017. április 10.)